# Laozhaizi
Laozhaizi (kinesiska: 老寨子乡, 老寨子) är en socken i Kina. Den ligger i provinsen Sichuan, i den sydvästra delen av landet, omkring 330 kilometer söder om provinshuvudstaden Chengdu. Antalet invånare är 4 202. Befolkningen består av 2 097 kvinnor och 2 105 män. Barn under 15 år utgör 38 %, vuxna 15-64 år 56 %, och äldre över 65 år 5,0 %.
Genomsnittlig årsnederbörd är 1 080 millimeter. Den regnigaste månaden är juli, med i genomsnitt 250 mm nederbörd, och den torraste är december, med 5 mm nederbörd.